# Hippocampus histrix
Hippocampus histrix is een  straalvinnige vissensoort uit de familie van zeenaalden en zeepaardjes (Syngnathidae). De wetenschappelijke naam van de soort is voor het eerst geldig gepubliceerd in 1856 door Johann Jakob Kaup.
Dit zeepaardje komt voornamelijk voor aan de kust in Zuidoost-Azië. Deze soort is voornamelijk beige en heeft, met gekrulde staart, een lengte van 10 cm. 
De soort staat op de Rode Lijst van de IUCN als Kwetsbaar, beoordelingsjaar 2017.